# Fatma Koşer Kaya
Fatma Koşer Kaya (Çarşamba (Turkije), 20 februari 1968) is een Turks-Nederlands juriste, politica en bestuurster. Ze is lid van D66. Sinds 1 november 2022 is ze voorzitter van de Landelijke Cliëntenraad. Ze was Tweede Kamerlid (2004–2012 en 2014–2017) en wethouder van Wassenaar (2013–2014) en Amersfoort (2018–2022).

## Jeugd, opleiding en loopbaan
Koşer Kaya emigreerde op zesjarige leeftijd met haar moeder, drie broers en twee zussen van Turkije naar het Nederlandse Bergen op Zoom. Tussen 1987 en 1993 studeerde ze Nederlands recht aan de Katholieke Universiteit Brabant, waarna ze enige tijd als griffier en advocaat werkzaam was. In 1998 trad ze als jurist bij de FNV in dienst. Als advocaat en procesjurist heeft Koşer Kaya zich voornamelijk toegelegd op het arbeidsrecht, sociaal verzekeringsrecht en internationaal privaatrecht.

## Tweede Kamerlid
Op 8 september 2004 kwam ze tussentijds in de Kamer, als opvolger van Francine Giskes. Bij de Tweede Kamerverkiezingen van 2006 stond zij zesde op de kandidatenlijst van D66. De partij behaalde drie zetels, maar omdat ze met 34.564 voorkeurstemmen meer dan een kwart van de kiesdeler had gehaald, werd ze herkozen als Kamerlid, in de plaats van Bert Bakker. Koşer Kaya hield zich in het parlement onder meer bezig met de portefeuilles Financiën, Sociale Zaken, Jeugd & Gezin, Volksgezondheid, Welzijn en Sport en Emancipatie. In 2010 werd Koşer Kaya woordvoerder Sociale Zaken en Werkgelegenheid en nam ze zitting in de commissie-De Wit, die onderzoek deed naar de oorzaken van de financiële crisis. Koşer Kaya legde tijdens haar Tweede Kamerlidmaatschap de focus in initiatiefwetsvoorstellen op de gelijke behandeling van adoptieouders, ambtenaren en werknemers. Ze was bezig met initiatiefwetten om het ontslagrecht en ambtenarenrecht te hervormen. In januari 2012 kreeg haar initiatiefwet pensioenfondsbesturen die zij samen met Stef Blok (VVD) indiende, een meerderheid in zowel de Tweede als de Eerste Kamer. Het wetsvoorstel regelt dat pensioengerechtigden naast werkgevers en werknemers mee kunnen praten over hun pensioen. In 2008 diende ze een initiatiefwetsvoorstel in over het verlengen van de duur van het adoptieverlof bij interlandelijke adoptie.
Tijdens verkiezingen kreeg Koşer Kaya veel voorkeurstemmen omdat zij heeft gestreden voor de vrijheid van meningsuiting en gelijke behandeling van migranten. Koşer Kaya liet dit onder andere zien toen zij in 2006 als enige van haar fractie stemde tegen de Wet Inburgering van minister Rita Verdonk. Tijdens de verkiezingen van 2012 kwam zij ook op voor de rechten van de Turks-Nederlands lhbt-gemeenschap. In datzelfde verkiezingsjaar stond zij als enige Tweede Kamerlid op de Turkse-boot op de Canal Parade tijdens de Amsterdam Gay Pride. Daar werd door een deel van de Turks-Nederlandse gemeenschap negatief op gereageerd. De Facebook- en Twitter-pagina’s van Koşer Kaya stonden vol met boze en soms dreigende reacties. Zij gaf aan dat zij niet wijkt van haar principes: "De grondwet is mijn handboek. Voor mij is de vrijheid om te zeggen wat je vindt leidend. Je moet in Nederland de vrijheid hebben om je leven te leiden zoals je dat wilt. Wat je ook gelooft en waar je ook vandaan komt gelijke behandeling geldt voor iedereen en kan niet selectief gebruikt worden."
Bij de Tweede Kamerverkiezingen van 2012 stond Koşer Kaya op een onverkiesbare plek en keerde ze niet terug in de Tweede Kamer. Op 19 augustus 2015 werd ze opnieuw geïnstalleerd als lid van de Tweede Kamer als opvolger van de teruggetreden Gerard Schouw. Tijdens deze periode had zij de portefeuilles van Binnenlandse Zaken, Armoede- en schuldenbeleid, Natuur Landbouw, Visserij, en Dierenwelzijn. In korte tijd bracht Koşer Kaya de Voedselvisie van D66 uit in 2015, diende in 2016 het initiatiefwetsvoorstel inzake de intrekking van de Zondagswet in, en diende in 2016 de initiatiefnota “een duurzame toekomst voor vis en visser”in . Ze werd in 2016 ook genomineerd voor de prijs voor de Groenste Politicus van het Jaar, en eindigde hierbij in de top drie.
In september 2016 maakte ze bekend zich niet kandidaat te stellen voor de Tweede Kamerverkiezingen van 2017.
In de aanloop naar de parlementsverkiezingen van 2006 voerde de in Den Haag gevestigde belangenorganisatie Turks Forum een landelijke campagne om Koşer Kaya met voorkeurstemmen in de Kamer te kiezen. Reden daarvoor was dat D66 de kandidate niet had gedwongen een standpunt over de Armeense Genocide in te nemen. De PvdA en CDA hadden dat wel gedaan en Turkse kandidaten die vervolgens weigerden de genocide te erkennen werden door die partijen van hun kieslijst geschrapt, voor Turks Forum en andere organisaties een reden voor een boycot. Koşer Kaya zelf verklaarde in de kwestie afzijdig te zijn daar ze niet meer in Turkije woont.
Op 7 december 2006 berichtte het televisieprogramma NOVA dat een medewerker van het Turkse ministerie van geloofszaken een dag voor de verkiezingen per e-mail een advies aan ongeveer 200.000 in Nederland wonende Turken zou hebben gestuurd om op Fatma Koşer Kaya te stemmen. De VVD en D66 in de Tweede Kamer uitten zorgen over de onthulling en spraken over inmenging in Nederlandse interne aangelegenheden door een buitenlandse mogendheid. Uit een brief van minister Bot van Buitenlandse Zaken aan de Tweede Kamer bleek dat de e-mail uit Utrecht kwam. De Turkse regering ontkende iedere betrokkenheid bij de affaire. Minister Bot schreef dat hij 'geen reden' had om hier aan te twijfelen, maar dat hij de Turkse regering toch had gevraagd een nader onderzoek in te stellen naar de herkomst en verspreiding van de e-mail.
Ze stond in 2021 als lijstduwer op plek 75 op de kieslijst van de Tweede Kamerverkiezingen voor D66. Zij benadrukte daarbij het volgende: ''de behoefte aan verbondenheid, veerkracht en vooruit durven kijken is groter dan ooit in Nederland”.

## Wethouder
Op 11 februari 2013 werd zij wethouder in Wassenaar. Ze had hierbij de portefeuilles voor onderwijs, sociale zaken, volkshuisvesting, milieu, jeugdzorg, volksgezondheid, en jongeren en sport. In 2013 ervaarde het College van B&W van de Gemeente Wassenaar turbulente tijden, waardoor de gemeente nieuwe bestuurders nodig had om de rust en orde terug te brengen. Volgens zowel oppositie als coalitiepartijen verdiende het nieuwe college een ''dikke plus'' voor het voltooien ''van alle opgaven van het raadsprogramma''. Deze functie oefende ze uit tot 2 juni 2014.
Vanaf 20 juni 2018 was zij wethouder in Amersfoort. Hierbij waren haar portefeuilles onderwijs en arbeidsmarkt, (circulaire) economie, cultuur en media, milieu, smart city en city marketing. Tijdens haar bestuursperiode heeft zij zich ingezet voor diverse initiatieven en projecten. Als onderwijswethouder heeft ze in samenwerking met het onderwijsveld het bidboek ingediend, en is de stad Amersfoort verkozen tot de Nationale Onderwijsstad. Omdat grondstoffen eindig zijn en het belang van een schone wereld groot is, heeft ze onder andere het betonakkoord ondertekend, waarmee de circulaire werking in de economie wordt gestimuleerd. Daarnaast is het cultuurplan 2020-2023 van Koşer Kaya unaniem aangenomen in de gemeenteraad, en zijn bezuinigingen teruggedraaid, meer structurele investering en extra geld voor cultuureducatie ingevoerd. Ze stelde ze zich niet beschikbaar voor een nieuwe termijn als wethouder van Amersfoort en op 5 juli 2022 kwam er een nieuw college, waarmee er een eind kwam aan het wethouderschap.

## Landelijke Cliëntenraad
Op 13 oktober 2022 werd Koşer Kaya benoemd tot voorzitter van de Landelijke Cliëntenraad. Ze begon er op 1 november dat jaar.